# Cueva de Okladnikov
La cueva de Okládnikov (ruso: Пещера Окла́дникова) es un sitio paleoantropológico situado en las colinas de las montañas de Altái en el raión de Solonéshenski, Krai de Altái en Siberia meridional, Rusia. La cueva mira hacia el sur y se encuentra en una escarpa cárstica devoniana, situada a unos 14 metros sobre la margen izquierda del valle del río Sibiryáchija; el río en sí es un afluente del río Anui.
La cueva de Okládnikov es uno de los sitios paleolíticos más extensamente estudiados en la región de Altái-Sayán. Se ha descubierto en ella una rica industria de piedra Musteriense, que data de entre 33.000 y 44.000 años, así como varios fósiles de homínidos muy fragmentados. Junto con algunos otros sitios de Neanderthal en la región de Altái-Sayán, la cueva de Okládnikov contiene evidencia fósil para uno de los sitios confirmados más al este con presencia de neandertales.

## Origen

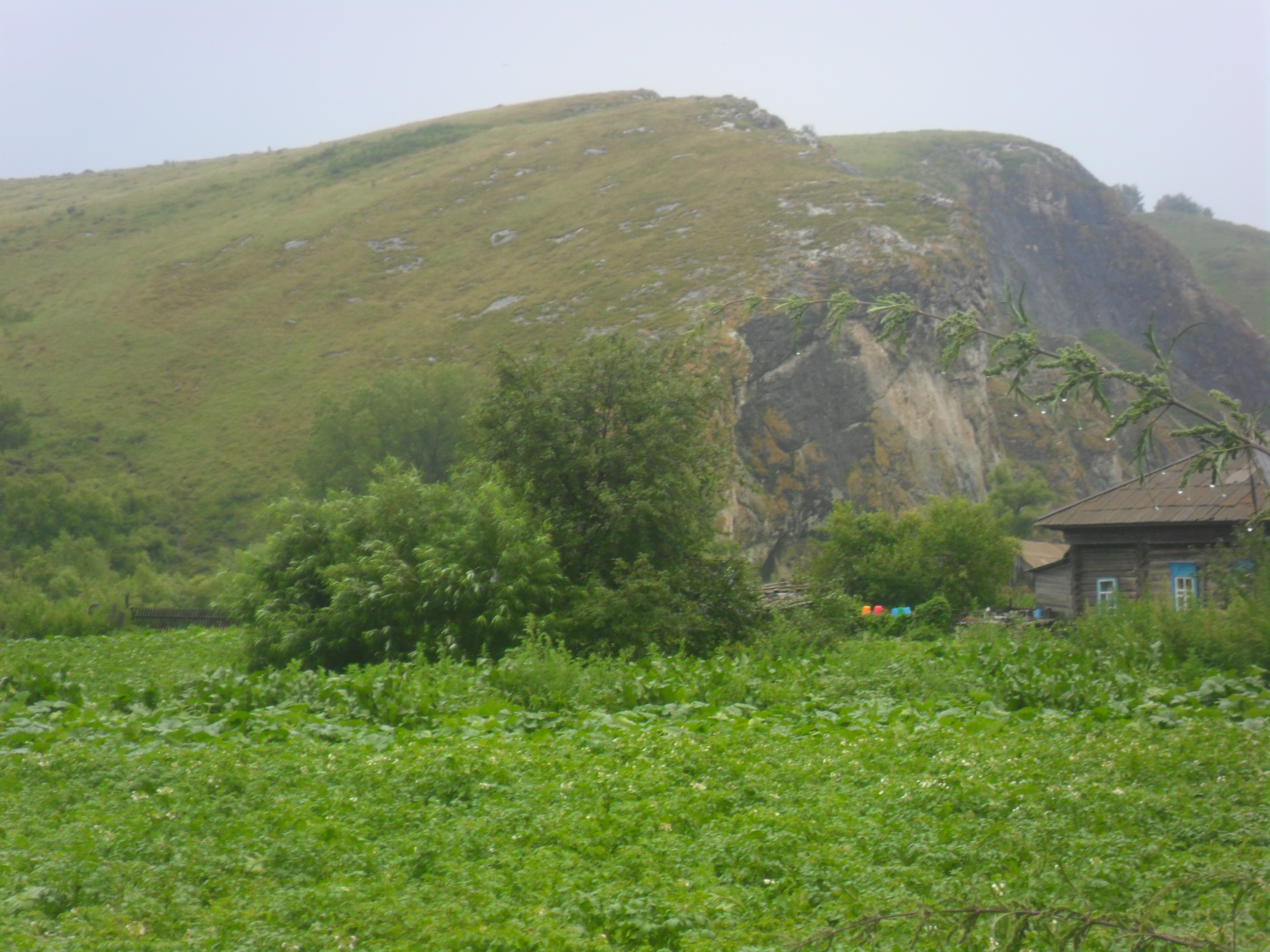
Cómo se ve desde Sibiryáchija

La cueva fue originalmente el nombre de un pueblo cercano, Sibiryáchija, ubicado a 1 kilómetro (0.62 millas) de distancia. La cueva fue renombrada por Anatoli Derevianko en honor de Alekséi Okládnikov. La cueva de Okládnikov fue excavada por primera vez en 1984. La cueva es uno de los varios sitios paleolíticos situados en la cuenca del Anui, junto con la cueva de Denísova, Ust-Karakol, Cueva Kamínnaya (Каминная пещера), Cueva Iskra, Karama y Anui I-III.
La evidencia palinológica sugiere que, al igual que hoy en día, el área circundante durante el tiempo asociado con hallazgos del homínido paleolítico se componía principalmente de bosque seco de estepa, aunque en un contexto ligeramente más frío y más húmedo.

## Descripción
Situada a unos 50 km al norte de la cueva de Denísova, la cueva de Okládnikov es en realidad un complejo de cavidades interconectadas: la cueva consiste en un saliente, un banco de piedra de entrada de 8 m de ancho, 2 m de alto y 4,2 m (13,78 pies) de profundidad y cinco corredores (galerías). La estrecha cueva ocupa en la colina unos 35 m (115 pies). Su entrada da hacia el sur a 14 m (46 pies) sobre el río. A solo cien metros de distancia se encuentra una cueva de animales, llamada Sibiryáchija VI, en la que se encontró un húmero de niño sin clasificar en 1985. Los investigadores sugirieron que esta cueva habría servido mejor para el uso humano que la cueva de Okládnikov, aunque no encontraron rastros de ocupación humana.

## Arqueología

### Estratigrafía
Los arqueólogos han identificado siete capas arqueológicas en la cueva de Okládnikov

### Restos
En la cueva de Okládnikov se han encontrado casi 4000 herramientas líticas.  Los restos musterienses se encuentran a lo largo de siete capas. El conjunto de herramientas consiste principalmente en rascadores y cuchillas rascadoras. Alrededor de una cuarta parte de las herramientas en la cueva de Okládnikov fueron hechas de jasperoides, mientras que alrededor del 5% fueron hechas de corneana.
La industria lítica en la cueva de Okládnikov comparte grandes similitudes con las de otro sitio en la región de Altái-Sayán, la cueva de Chagírskaya, y es bastante distinta de otros sitios de Altái. Sin embargo, a diferencia de la cueva de Chagírskaya, las herramientas tipo Levallois se encuentran solo en la cueva de Okládnikov. Ambos sitios contienen un gran número de herramientas de piedra Neanderthal/Musteriense. La cultura lítica fue nombrada inicialmente como el Musteriense del Altái; hoy en día, la cultura se conoce comúnmente con el nombre de cultura de Sibiryáchija  o la variante de Sibiryáchija.

### Fauna
Más de 6000 elementos fósiles animales han sido descubiertos en la cueva, representando al menos a 20 especies diferentes. Los restos de marmota, lobo gris, zorro rojo, oso, caballo, hiena de cueva, rinoceronte lanudo, reno, bisonte de estepa, ciervo rojo, cabra siberiana y de ovejas argali se encontraron comúnmente dentro de la cueva, con gran presencia de hiena de cueva y restos de rinoceronte lanudo. También se descubrieron algunos restos de castores, Panthera spelaea y de lobos rojos.
La gran presencia de restos de hiena de las cavernas indica que la cueva era probable compartida intermitentemente entre hienas de cueva y los homínidos.

### Dieta
Estudios comparativos sobre la dieta muestran que los neandertales de la región de Altái-Sayán vivían de una manera similar a la de los neandertales europeos tardíos. Ambos muestran signos de ser cazadores especializados que probablemente dependían de la caza de subsistencia de los grandes herbívoros.

### Fósiles de homínidos
Se han descubierto 168 elementos fósiles de homínidos en la cueva, la mayoría proveniente de adultos. Los restos de homínidos incluyen cinco dientes y nueve fragmentos craneales, muy probablemente representando al menos a cuatro individuos distintos. Los arqueólogos habían sospechado durante mucho tiempo que los restos de homínidos fósiles pertenecían a los neandertales; sin embargo, algunos habían argumentado que los restos pertenecían a humanos con rasgos mixtos de Homo erectus. Más bien fragmentadas y, por consiguiente, difíciles de clasificar, las comparaciones morfológicas con los neandertales no produjeron resultados definitivamente convincentes. Esta cuestión se resolvió mediante la aplicación exitosa de las pruebas de ADN a algunos de los restos fósiles de homínidos.

#### Muestras
La información se obtuvo directamente de varios elementos fósiles de homínidos en la Cueva de Okládnikov (Fuente:).
| Número de laboratorio | Material                     | Edad normalizada | Localidad     |
| --------------------- | ---------------------------- | ---------------- | ------------- |
| KIA-27010             | húmero de adulto neanderthal | 24260 ± 180      | Sibiryachikha |
| RIDDL-719             | húmero de adulto neanderthal | 37750 ± 750      | Sibiryachikha |
| RIDDL-721             | sub Adulto neanderthal       | 32400 ± 500      | Sibiryachikha |
| RIDDL-722             | sub Adulto neanderthal       | 43300 ± 1500     | Sibiryachikha |
| RIDDL-720             | sub Adulto neanderthal       | 40700 ± 1100     | Sibiryachikha |
| SOAN-2459             | sub Adulto neanderthal       | 28470 ± 1250     | Sibiryachikha |
| SOAN-2458             | sub Adulto neanderthal       | 16210 ± 0        | Sibiryachikha |
| RIDDL-718             | Hueso                        | 33500 ± 700      | Sibiryáchija  |

### Arqueogenética
En 2007, investigadores del Instituto Max Planck de Antropología Evolutiva lograron extraer ADN de dos fragmentos de homínidos fósiles de la cueva de Okládnikov: la diáfisis humeral de un juvenil y un fragmento de fémur separado. La secuenciación del ADNmt confirmó que ambos fragmentos probablemente pertenecían al mismo individuo, denominado Okládnikov 2. Las secuencias de ADNmt de la HVR I (región hipervariable I) de Okládnikov 2 confirmaron que el individuo era Neanderthal. Basándose en el análisis del ADN mitocondrial de Okládnikov 2 se encontró que estaba más relacionado con los neandertales de Europa y Asia occidental. Un análisis posterior en 2014 extrayendo ADN antiguo de secuencias contaminadas permitió a los investigadores completar la secuencia del ADNmt de Okládnikov 2. La secuencia completa muestra que el mtDNAde Okládnikov 2 es basal a la secuencia de Mezmáiskaya 1 de la cueva de Mezmaiskaya y está aún más cerca de los Neandertales occidentales de lo que se pensaba anteriormente.

## Implicaciones
El ADN extraído de restos esqueléticos ha demostrado que los Neandertales de Altái (estrechamente relacionados con los neandertales encontrados en Europa occidental) llegaron hasta unos 2000 kilómetros más al este de lo que se pensaba. Este pariente cercano de los humanos modernos, obviamente, emigró a distancias muy largas.
El hábitat local era rico en recursos de mamíferos, permitiendo que los neandertales de Altái se establecieran permanentemente en las estribaciones de las montañas de Altái por lo menos hace 300.000 años. Los neandertales de Altái parece que habrían elegido sitios ocupacionales principalmente basados en sus ubicaciones estratégicas cerca de los ríos y dentro de los valles, lugares ideales para cazar presas. Durante el Pleistoceno tardío, la región más amplia en general estaba compuesta probablemente de bosque y tundra forestal, basada en una mezcla de coníferas y algunos árboles de hoja ancha. En estas condiciones, la región de Altái-Sayán proporcionó a los primeros habitantes de homínidos un ambiente muy atractivo.

### Citas
1. 1 2 3 4 5 6 7 8 9 10  Turner, 2013.
2. 1 2 3 4  Peregrine, 2001.
3. ↑  Zwyns, 2014.
4. 1 2 3 4 5 6  Derevianko, 2013.
5. 1 2 3 4 5 6  Viola, 2013.
6. ↑  Dobrovolskaya, 2013.
7. 1 2 3 4 5 6 7  Krause, 2007.
8. ↑  CARD,.
9. 1 2  Skoglund, 2014.
10. ↑  Derevianko, 2007.